# Конституция Эстонии
Конституция Эстонии — основной закон государства, устанавливающий в республике парламентскую форму правления. Согласно «Общим положениям» (Статьи 1—7), Эстонская республика — самостоятельное и независимое демократическое государство, в котором народ есть носитель верховной власти. Конституция провозглашает, что «самостоятельность и независимость Эстонии непреходящи и неотъемлемы» (Статья 1).
Текст Конституции состоит из преамбулы и 15 глав, разделённых на 168 статей. В тексте Конституции содержатся ссылки на статью 1 Конституции 1938 года и Тартуский мирный договор, действие которого не признаётся Российской Федерацией. В единый комплекс конституционных актов, помимо самой конституции, входят также принятый одновременно с конституцией закон об особенностях её применения и принятый на референдуме в 2003 году закон о дополнении конституции. Согласно последнему закону, в случае если какие-либо отдельные положения Конституции входят в противоречие в правовыми нормами Европейского Союза, применяются общие для ЕС нормы, а действие несоответствующих положений Конституции Эстонии приостанавливается.

## История
Действующая конституция Эстонии — 4-я в её истории.
Первая конституция была принята 15 июня 1920 года Учредительным Собранием Эстонии и устанавливала в стране режим ультрапарламентской республики, в которой пост главы государства отсутствовал как таковой. Статья 12 данной конституции гарантировала национальным меньшинствам получение образования на родном языке, а статья 23 предоставляла гражданам русской, немецкой и шведской национальностей право письменно обращаться в центральные органы государственной власти на своём языке.
- Конституция Эстонской Республики 1934 года.
- Конституция Эстонской Республики 1938 года — формализовала режим К. Пятса.
- Конституция ЭССР (Эстонской Советской Социалистической Республики) 1940 года — по образцу конституции СССР 1936 года.
- Конституция ЭССР 1978 года — по образцу конституции СССР 1977 года.

В связи с тем, что в современной Эстонии советский период официально считается оккупацией, а Эстонская ССР — нелегитимным оккупационным режимом, конституции ЭССР объявлены юридически ничтожными с момента принятия.

## Принятие Конституции
Конституция была принята на референдуме 28 июня 1992 года. К участию в референдуме были допущены только граждане Эстонской Республики, что исключило участие в голосовании большей части проживавшего на тот момент на территории страны нетитульного населения (всего в список избирателей было внесено 669,080 человек, тогда как всё население республики составляло по состоянию на 1 января 1992 года более 1,550,000 человек). В голосовании приняло участие всего 446,708 человек, из которых около 91,3 % поддержали принятие конституции.

## Структура конституции
Преамбула
- Глава 1: Общие положения
- Глава 2: Основные права, свободы и обязанности
- Глава 3: Народ
- Глава 4: Рийгикогу
- Глава 5: Президент Республики
- Глава 6: Правительство Республики
- Глава 7: Законодательство
- Глава 8: Финансы и государственный бюджет
- Глава 9: Международные отношения и международные договоры
- Глава 10: Государственная оборона
- Глава 11: Государственный контроль
- Глава 12: Канцлер юстиции
- Глава 13: Суд
- Глава 14: Местное самоуправление
- Глава 15: Изменение конституции

## Закон о дополнении конституции
Неотъемлемым дополнением конституции является закон «О дополнении конституции Эстонской Республики», принятый на референдуме в 2003 году. Данный закон позволяет Эстонии входить в Европейский Союз, исходя из основополагающих конституционных принципов. Согласно этому закону, положения конституции Эстонии применяются с учётом прав и обязанностей, вытекающих из договора о присоединении к ЕС. Согласно толкованию, данному Государственным судом Эстонии, этот закон фактически является масштабным изменением конституции Эстонии — после его принятия и вхождения Эстонии в ЕС, действующими остаются только те положения эстонской конституции, которые не противоречат правовым актам Европейского союза, либо регулируют правовые отношения, не относящиеся к компетенции ЕС. Действие остальных положений конституции приостанавливается (конкретным примером является статья 111 конституции, устанавливающая исключительную компетенцию Банка Эстонии на осуществление эмиссии денежных средств и организацию оборота денег — после вхождения Эстонии в Еврозону эта статья приостановила действие, хотя и не была формально отменена).

## Порядок изменения
Главы первая и пятнадцатая (общие положения и изменения конституции) могут быть изменены лишь путём референдума. Другие главы могут также быть изменены квалифицированным большинством парламента или двумя подряд созывами парламента.